# ハンセン (競走馬)
ハンセン（Hansen、2009年4月23日 - ）は、アメリカ合衆国のサラブレッドの競走馬・種牡馬。2011年のブリーダーズカップ・ジュヴェナイルを制した。

## 経歴
ケンダール・ハンセンの生産したサラブレッドの牡馬で、生産したハンセンとスカイチャイレーシング代表のハーヴェイ・ダイアモンドの共同所有のもと競走馬として登録された。

### 2歳時（2011年）
ケンタッキー州ルイビルを拠点とするマイケル・メーカー調教師に預けられ、ハンセンは2歳になった2011年にデビューした。その初戦は2011年9月9日のターフウェイパーク競馬場での未勝利戦（オールウェザー5.5ハロン）で、これを2着馬に12馬身1/4差という大差をつけて初勝利を手にした。続いて同競馬場で9月24日に行われたケンタッキーカップジュヴェナイルステークス（L・オールウェザー8.5ハロン）に出走すると、ここも13馬身1/4差という大差で勝ち、大いに注目を集めるようになる。
同年11月5日のブリーダーズカップはチャーチルダウンズ競馬場で行われ、ハンセンもブリーダーズカップ・ジュヴェナイル（G1・ダート8.5ハロン）に登録されていた。13頭が登録された同競走の1番人気は無敗でシャンペンステークス（G1）を制してきたユニオンラグズで単勝2.1倍と断然の人気を集め、次いでノーフォークステークス（G1）を制してきた4戦3勝のクリエイティヴコーズが6.9倍で2番人気、3番人気にハンセン（単勝8.1倍）が支持されていた。レースが始まると、ラモン・ドミンゲスを鞍上に据えたハンセンはスタートとともに飛び出して先頭を確保、2番手のスパイツシティという馬を1馬身半ほど離しながら、各地点を23秒26、47秒39、1分12秒24のペースで走り抜けていった。残り2ハロンの標識時点でハビエル・カステラーノの駆るユニオンラグズはハンセンに半馬身差まで迫ってきていたが、追い上げの途中でよれたこともあってついに捉えきれず、最終的にハンセンがアタマ差で優勝を手にした。ユニオンラグズから1馬身離れた3着にはクリエイティヴコーズが入った。
翌年1月16日に2011年度のエクリプス賞が発表され、ハンセンは194票の圧倒的支持を受けて同年の最優秀2歳牡馬に選出された。

### 3歳時（2012年）
2012年の初戦は1月29日のガルフストリームパーク競馬場で行われたホーリーブルステークス（G3・ダート8ハロン）で、スタートでつまづきながらも先頭に立っていたものの、不良馬場に脚をとられて失速、2番手につけていたアルゴリズムという馬に5馬身遅れて2着でゴール、初めての敗北を喫した。
続く3月3日のアケダクト競馬場におけるゴーサムステークス（G3・内馬場ダート8.5ハロン）では、ハンセンはそれまで着けていたブリンカーを外して競走に臨んでいる。スタートから先行集団につけて進んだハンセンは、バックストレッチからコーナーに入ったところでドミンゲスが指示を出すとすぐさま先頭に立ち、直線でも勢い衰えぬままゴールして、2着馬マイアドニスに3馬身差をつけて勝利した。
ハンセン陣営はハンセンのフィギュアを配るなどたびたび過度にプロモーションを行っており、その中でもひと際物議をかもしたのが4月14日のブルーグラスステークス（G1・オールウェザー8.5ハロン）出走時に尻尾を青く染めたことであった。この行為は開催地であるキーンランド競馬場の裁決委員から咎められ、発走前に染料を落とすように指示された。この処分には馬主のケンダールはひどく失望したと語っている。レースにおいてはいつも通り先頭を保持していたものの、最後の直線でケント・デザーモの乗るデュラハンという馬に追い抜かれて1馬身1/4差の2着に敗れた。
5月5日のチャーチルダウンズ競馬場で迎えたケンタッキーダービー（G1・ダート10ハロン）では先頭に立つボーディマイスターのやや後ろ3番手につける競馬で進めていたが、直線で失速して9着と大敗した。ケンタッキーダービー後はクラシック路線から離れ、6月30日にプライリーメドウズ競馬場のアイオワダービー（G3・ダート8.5ハロン）に出走、これを10馬身差をつけて圧勝した。
8月4日にマウンテニア競馬場で行われるウェストヴァージニアダービー（G2・ダート9ハロン）に際して、馬主のケンダールは主催者に再びハンセンの尻尾を染めたいと願い出ており、競馬場側もこれを承諾している。レースでは先頭に立って進めるものの、3コーナーで後続集団に捕まり、勝ち馬マッチョマッチョから2馬身以上離された4着に敗れた。
その後8月25日のトラヴァーズステークスに向けて準備されていたが、22日に屈腱炎が発覚、引退か続行かで揺れ動いたが、結局9月17日に引退が報じられた。

## 種牡馬入り後
競走馬引退後、ハンセンはクールモア系列のアッシュフォードスタッドに購入され、翌年より同地で種牡馬として活動を始めた。
2013年10月8日、前馬主のケンダールはハンセンが韓国馬事会に購入されたことを報告し、思い入れのある馬を海外に売りたくなかったという複雑な胸中を吐露している。2016年6月5日にハンセンズヴィクトリー（Hansen's Victory）がヘイスティングス競馬場で勝利し、ハンセン産駒の初勝利をもたらしている。

## 血統表
| ハンセンの血統             | ハンセンの血統                                                                                      | ハンセンの血統                                                                                      | （血統表の出典）                                                                                    | （血統表の出典） |
| 父系                       | シアトルスルー系                                                                                    | シアトルスルー系                                                                                    | シアトルスルー系                                                                                    | [ § 2 ]          |
| 父 Tapit 芦毛 2001         | 父の父Pulpit 鹿毛 1994                                                                              | A.P. Indy                                                                                           | Seattle Slew                                                                                        | Seattle Slew     |
| 父 Tapit 芦毛 2001         | 父の父Pulpit 鹿毛 1994                                                                              | A.P. Indy                                                                                           | Weekend Surprise                                                                                    |                  |
| 父 Tapit 芦毛 2001         | 父の父Pulpit 鹿毛 1994                                                                              | Preach                                                                                              | Mr. Prospector                                                                                      | Mr. Prospector   |
| 父 Tapit 芦毛 2001         | 父の父Pulpit 鹿毛 1994                                                                              | Preach                                                                                              | Narrate                                                                                             |                  |
| 父 Tapit 芦毛 2001         | 父の母Tap Your Heels 芦毛 1996                                                                      | Unbridled                                                                                           | Fappiano                                                                                            | Fappiano         |
| 父 Tapit 芦毛 2001         | 父の母Tap Your Heels 芦毛 1996                                                                      | Unbridled                                                                                           | Gana Facil                                                                                          |                  |
| 父 Tapit 芦毛 2001         | 父の母Tap Your Heels 芦毛 1996                                                                      | Ruby Slippers                                                                                       | Nijinsky                                                                                            | Nijinsky         |
| 父 Tapit 芦毛 2001         | 父の母Tap Your Heels 芦毛 1996                                                                      | Ruby Slippers                                                                                       | Moon Glitter                                                                                        |                  |
| 母 Stormy Sunday 鹿毛 2002 | 母の父Sir Cat 黒鹿毛 1993                                                                           | Storm Cat                                                                                           | Storm Bird                                                                                          | Storm Bird       |
| 母 Stormy Sunday 鹿毛 2002 | 母の父Sir Cat 黒鹿毛 1993                                                                           | Storm Cat                                                                                           | Terlingua                                                                                           |                  |
| 母 Stormy Sunday 鹿毛 2002 | 母の父Sir Cat 黒鹿毛 1993                                                                           | Desert Run                                                                                          | Private Account                                                                                     | Private Account  |
| 母 Stormy Sunday 鹿毛 2002 | 母の父Sir Cat 黒鹿毛 1993                                                                           | Desert Run                                                                                          | *エイプリルラン                                                                                     |                  |
| 母 Stormy Sunday 鹿毛 2002 | 母の母Thinkin'strait 鹿毛 1992                                                                      | Highland Park                                                                                       | Raise a Native                                                                                      | Raise a Native   |
| 母 Stormy Sunday 鹿毛 2002 | 母の母Thinkin'strait 鹿毛 1992                                                                      | Highland Park                                                                                       | Old Goat                                                                                            |                  |
| 母 Stormy Sunday 鹿毛 2002 | 母の母Thinkin'strait 鹿毛 1992                                                                      | Tescudera                                                                                           | Temperence Hill                                                                                     | Temperence Hill  |
| 母 Stormy Sunday 鹿毛 2002 | 母の母Thinkin'strait 鹿毛 1992                                                                      | Tescudera                                                                                           | Thorn Apple                                                                                         |                  |
| 母系(F-No.)                | (FN:22-d)                                                                                           | (FN:22-d)                                                                                           | (FN:22-d)                                                                                           | [ § 3 ]          |
| 5代内の近親交配            | Mr.Prospector 4x5=9.38%、Raise a Native 4x5=9.38%、Secretariat 5x5=6.25%、Northern Dancer 5x5=6.25% | Mr.Prospector 4x5=9.38%、Raise a Native 4x5=9.38%、Secretariat 5x5=6.25%、Northern Dancer 5x5=6.25% | Mr.Prospector 4x5=9.38%、Raise a Native 4x5=9.38%、Secretariat 5x5=6.25%、Northern Dancer 5x5=6.25% | [ § 4 ]          |
| 出典                       | 1. 2. 3. 4.                                                                                         | 1. 2. 3. 4.                                                                                         | 1. 2. 3. 4.                                                                                         | 1. 2. 3. 4.      |

- 12代母Our Lassieは1903年のエプソムオークス勝ち馬。